# 龙木错
34°37′N 80°28′E / 34.617°N 80.467°E
龙木错（藏語：ལུང་མུ་མཚོ，威利转写：lung mu mtsho，THL：Lungmu Tso）位于中国西藏自治区西部阿里地区日土县境内，地处日土县北部，松木希错以东，东罗克宗山南麓，散尔多山西北麓，湖面海拔5002米，面积97平方公里。龙木错东岸有地表河水流入，附近地下泉水发育，为湖泊重要补给水源。该湖西形如头朝西底朝东的葫芦状，湖区西南约2公里处有新藏公路经过，富硼、锂、食盐的资源。